# Pedicularis rechingeri
Pedicularis rechingeri är en snyltrotsväxtart som beskrevs av Per Erland Berg Wendelbo. Pedicularis rechingeri ingår i släktet spiror, och familjen snyltrotsväxter. Inga underarter finns listade i Catalogue of Life.